# モンテッキオ・エミーリア
モンテッキオ・エミーリア（伊: Montecchio Emilia）は、イタリア共和国エミリア＝ロマーニャ州レッジョ・エミリア県にある、人口約10,000人の基礎自治体（コムーネ）。

## 地理

### 位置・広がり

#### 隣接コムーネ
隣接するコムーネは以下の通り。括弧内のPRはパルマ県所属を示す。
- ビッビアーノ
- モンテキアルーゴロ (PR)
- レッジョ・エミリア
- サン・ポーロ・デンツァ
- サンティラーリオ・デンツァ

### 気候分類・地震分類
モンテッキオ・エミーリアにおけるイタリアの気候分類 (it) および度日は、zona E, 2586 GGである。
また、イタリアの地震リスク階級 (it) では、zona 3 (sismicità bassa) に分類される。